# Kyrgyzská autonomní sovětská socialistická republika (1920–1925)
Kyrgyzská autonomní sovětská socialistická republika (Kyrgyzská ASSR) byla v letech 1920–1925 autonomní republikou Ruské sovětské federativní socialistické republiky v rámci Sovětského svazu. Hlavním městem byl Orenburg.
Republika byla založena roku 1920 při formování uspořádání Sovětského svazu na tradičních kazašských územích, která dříve ovládalo Ruské impérium. 
Roku 1925 byla přejmenována na Kazašskou ASSR, která byla v roce 1936 povýšena na Kazašskou SSR a v roce 1991 se stala samostatným Kazachstánem. Vedle Kyrgyzské autonomní SSR vznikla roku 1924 ještě Kara-Kyrgyzská autonomní oblast („Černo-Kyrgyzská autonomní oblast“), která byla v roce 1926 povýšena na autonomní republiku a převzala původní jméno Kazašské ASSR, tedy Kyrgyzská ASSR.